# Carlo de' Dottori
Carlo de' Dottori (Padova, 9 ottobre 1618 – Padova, 23 luglio 1686) è stato un letterato, drammaturgo e librettista italiano, poligrafo, fu autore di opere varie fra cui rime di tono classicheggiante e rime di tono satirico e burlesco, poemetti satirici, melodrammi, un romanzo; ricordato soprattutto per il poema eroicomico L'asino e per la tragedia Aristodemo, modellata sulle tragedie di Seneca.

## Biografia
La biografia di Carlo de' Dottori è per alcuni versi simile a quella di altri poeti del XVII secolo. Secondogenito di un'antica e nobile famiglia di Padova, frequentò l'Università di Padova in modo non regolare e non conseguì pertanto nessuna laurea. La sua prima prova letteraria fu l'Alfenore, un romanzo composto intorno ai vent'anni. Fra il marzo e il luglio del 1641 fu incarcerato perché sospettato di essere l'autore di un libello contro alcune personalità di Padova; la vicenda giudiziaria, dalla quale fu alla fine prosciolto, gli ispirò il poemetto La prigione, scritto verso il 1643 ma pubblicato solo nel 1961 a cura di Carlo Luigi Golino.
Carlo de' Dottori ebbe successo nelle accademie e nelle corti. Cultore della scienza, fu amico di Francesco Redi e venne ammesso nell'Accademia dei Ricovrati già nel 1645. Stimato da regnanti, fece vita di corte. Visse a Roma, dove fu al servizio del cardinale Rinaldo d'Este il quale lo incaricò di raccogliere i più insigni componimenti poetici scritti in onore della regina Cristina di Svezia; visse a Mantova presso Carlo II (che lo farà conte e cavaliere) e fu protetto dalla figlia di costui, Eleonora, che divenne poi imperatrice in seguito al matrimonio con l'imperatore Ferdinando III; visse infine anche a Vienna, chiamato alla corte cesarea dall'imperatore Leopoldo.
L'attività letteraria del Dottori si esplicò innanzitutto nella composizione di versi che raccolse ed elaborò costantemente nelle diverse edizioni. Le Poesie liriche risalgono al 1643, le Ode al periodo compreso fra il 1647 e 1651, le Canzoni al 1650, le Ode sacre e morali al 1659, altre Ode al 1664, le Ode e sonetti al 1680. Il suo modello poetico fu Fulvio Testi; ma subì anche l'influenza di Giambattista Marino e di Ciro di Pers.
Dei poemetti, nella Galatea, ispirata al mito di Aci e Galatea, il poeta ha tenuto presente la poesia sensuale del Marino. La Prigione e Il Parnaso sono di contenuto satirico, il primo ispirato all'esperienza del carcere; Il Parnaso, ispirato nella trama ai Ragguagli in prosa del Boccalini, tratta di una missione inviata da Apollo a Padova, città afflitta da gravi mali, il peggiore dei quali è il proliferare di violenti bravi. L'Asino, poema eroicomico in dieci canti pubblicato nel 1652 con nome anagrammatico di Iroldo Crotta e con gli "argomenti" di Alessandro Zacco e le "annotazioni" di Sertorio Orsato, ripropone a imitazione della Secchia rapita la guerra fra Padova e Vicenza per il furto, da parte dei Padovani, di un gonfalone dei Vicentini su cui è ricamato a emblema un asino.
Circa l'attività di drammaturgo, De' Dottori esordì nel La Zenobia di Radamisto, una tragicommedia di scarso valore; raggiunse risultati eccellenti con l'Aristodemo (la redazione definitiva è del 1657) e ritornò al melodramma nel 1662 con Ippolita. Nel 1671 scrisse il dramma in prosa Bianca, con lo pseudonimo di Eleuterio Dularete. L'Aristodemo è stato giudicato da Benedetto Croce uno dei più grandi capolavori del teatro tragico italiano.

## Opere
- Poesie liriche di Carlo de' Dottori. All'illustriss. & ecc. sig. il sig. D'Hameaux ambasciadore per la Maesta cristianissima, appresso la Serenissima Republica di Venetia, In Padoa: per Paolo Frambotto, 1643
- L'Alfenore del signor Carlo de' Dottori. Donato alle dame della sua patria, In Padova: per il Frambotto, 1644 (anche In Venetia: per Matteo Leni, e Giouanni Vecellio, 1644)
- Al serenissimo principe Francesco Molino per l'elezione di Sua Serenità. Oda di Carlo de' Dottori, In Padoua: per Giulio Criuellari, 1646
- Le ode di Carlo de' Dottori. Prima, e seconda parte al serenissimo principe Leopoldo di Toscana, In Padoua: per il Criuellari, 1647
- Canzoni del signor Carlo de' Dottori. Al sereniss. prencipe Rinaldo card. d'Este, In Padova: ad istanza di Andrea Baruzzi. Nella stamperia del Pasquati, 1650
- L'asino. Poema eroicomico d'Iroldo Crotta. Con gli argomenti del Sig. Alessandro Zacco, e le annotazioni del sig. Sertorio Orsato, In Venezia: per Matteo Leni, 1652 (Google books)
- Aristodemo, tragedia di Carlo de' Dottori. All'altezza ser.ma del signor principe Leopoldo di Toscana, In Padoua: appresso Mattio Cadorin, 1657
- Lettere famigliari del signor Carlo de'Dottori, In Padova: ad instanza di Andrea Baruzzi, 1658 (In Padova: per Gio. Battista Pasquati, 1658)
- Ode sacre e morali di Carlo de' Dottori alla maestà cesarea dell'imperadrice Leonora, Padova: nella stampa di Matteo Cadorino, 1659 (Padova: nella stampa di Matteo Cadorino, 1659)
- Orazione funebre-panegirica in morte di Madama Serenissima di Mantoua. Alla maestà cesarea dell'imperadrice figliuola di sua altezza, In Padoua: per Gio: Battista Pasquati, 1660
- Le ode del signor Co. Carlo di Dottori in questa quarta impressione da lui rivedute, scelte, accresciute e divise in Eroiche, Funebri, Amorose, Morali e Sacre. In Padoua: per gli eredi di Paolo Frambotto, 1664 (Google books)
- Bianca drama tragico d'Eleuterio Dularete. Dedicato all'eccellenza del signor Girolamo Gradenigo capitano di Padova, In Padova: per Pietro Maria Frambotto, 1671
- La Zenobia di Radamisto opera scenica del signor co. Carlo di Dottori. Dedicata all'illustrissimo signor Gio. Isaia Bar. de Hartig, In Venetia: per Gio. Francesco Valuasense, 1686
- Ippolita, drama per musica, Comandato dalla Maestà cesarea dell'imperadrice al signor conte Carlo de' Dottori, In Padova: per Pietro Maria Frambotto, 1695
- Confessioni di Eleuterio Dularete consacrate alla serenissima Elisabetta Valiera prencipessa di Venezia, In Padova: per Sebastiano Spera in Dio, 1696
- Galatea : poema inedito; a cura di Domenico Manfrin, Padova: tipi del Seminario, 1850
- Il Parnaso; edited, with introduction and notes, by Carlo L. Golino, Berkeley-Los Angeles: University of California press, 1957